# Atanyjoppa maculipes
Atanyjoppa maculipes är en stekelart som beskrevs av Cameron 1907. Atanyjoppa maculipes ingår i släktet Atanyjoppa och familjen brokparasitsteklar. Inga underarter finns listade.